# Iglesia de la Santa Trinidad (Ulán Bator)
La Iglesia de la Trinidad o bien Iglesia de la Santísima Trinidad (en mongol:  Гэгээн Троицкийн сүм)  es el nombre que recibe un templo cristiano ortodoxo ruso en Ulán Bator, la capital del país asiático de Mongolia ; situado en Bayanzurkh (calle Zhukova, 55).
En 1860 , como resultado de la firma de la Convención de Pekín a la parte rusa se le concedió el derecho de abrir un consulado en la capital de Mongolia Exterior - Urga. En 1863 el personal del consulado con un convoy de 20 cosacos llegó a Urga; y abrieron su propio edificio para el consulado que se une directamente a la Iglesia ortodoxa en honor de la Santísima Trinidad. El 22 de marzo de 1864 fue enviado el primer sacerdote que ofreció un servicio religioso. Este día se considera el inicio de la parroquia de la Santísima Trinidad de la Iglesia ortodoxa rusa en Mongolia.
Desde 1927, la iglesia no tenía ningún responsable, y fue cerrada para el uso religioso; fue utilizada desde entonces para otros fines. Fue demolida en la década de los 30 del siglo XX. Tras la caída del comunismo en la década de los 90 la iglesia ortodoxa local volvió a resurgir. En el verano de 2001, se llevó a cabo la colocación de la primera piedra de un nuevo templo en honor de la Santísima Trinidad. Su construcción solo comenzaría en 2005 y finalizaría en 2009.